# Luvula
Luvula is een geslacht van kreeftachtigen uit de klasse van de Ostracoda (mosselkreeftjes).

## Soorten
- Luvula gigarton Bold, 1966 †
- Luvula gigartonoides Kontrovitz, 1976
- Luvula howei Puri, 1954 †
- Luvula moccasinensis Puri, 1954 †
- Luvula palmerae Coryell & Fields, 1937 †